# Jilava
Jilava är en kommun med 11 919 invånare (2002) i Ilfov i södra Rumänien. Carol I lät i Jilava uppföra ett fort, som senare användes som fängelse.